# EKO Cobra
Pour les articles homonymes, voir EKO, Cobra (homonymie) et GEK.

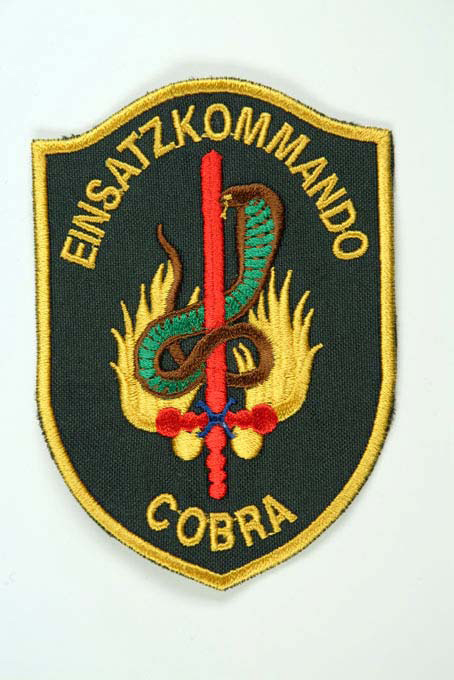
Insigne historique de l'EKO Cobra.

L’EinsatzKommando Cobra ou EKO Cobra est l'unité d'intervention antiterroriste de la Police fédérale autrichienne (Bundespolizei). Sa fondation date des années 1970.  
Avant 2002, l'unité était désignée sous le terme GEK Cobra (Gendarmerie EinsatzKommando Cobra) car elle était membre de la gendarmerie fédérale (Bundesgendarmerie).

## Historique
La fondation initiale du GEK Cobra date de 1972, sous le surnom de « Scorpion ». Sa première opération connue est lors de la prise d'otages du siège de l'OPEP à Vienne qui se solde par un échec.
L'unité est refondée en 1978 sous le nom de « Cobra ». Depuis 1992, sa base se situe à Wiener Neustadt.
Depuis 2002, l'unité est désignée sous le terme « EKO Cobra » (Einsatzkommando Cobra) en intégrant la nouvelle Police fédérale autrichienne.
Lors de la fusillade du 22 juillet 2016 à Munich, plus de 50 de ses membres arrivent en renfort à bord de cinq hélicoptères venus du Tyrol et de véhicules terrestres.

## Organisation

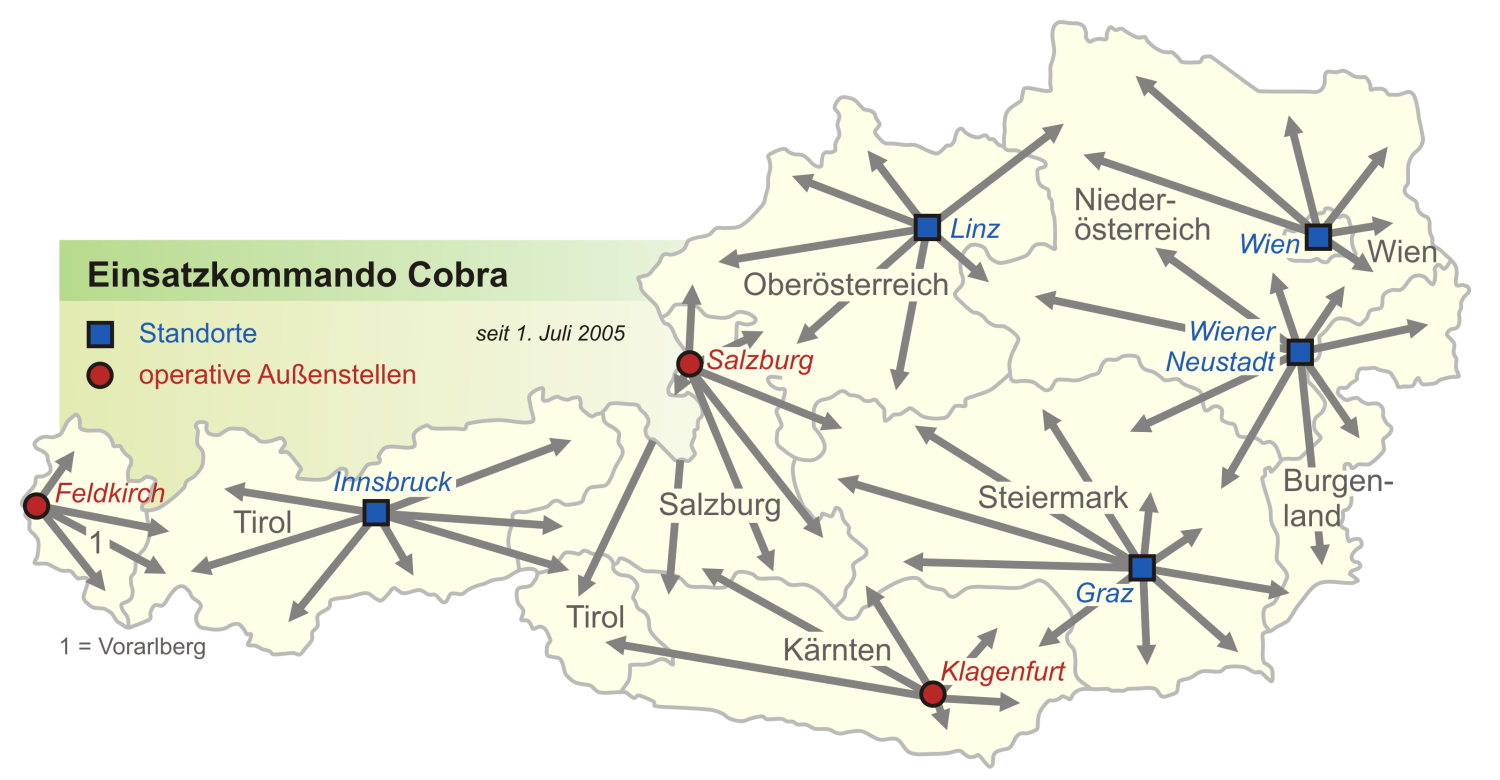
Lieux et zones d’interventions de l'EKO Cobra.

L'EKO-Cobra comprend une centaine d'hommes constituant une cellule de commandement et de services administratifs et plusieurs groupes d'interventions (4, puis 5, de 22 hommes) soit 449 hommes et 1 femme[Quand ?]. l'unité dispose d'antennes dans les grandes villes de Graz, d'Innsbruck et de Linz. Elle utilise les hélicoptères du ministère de l’Intérieur et d'autres services publics.

## Armement

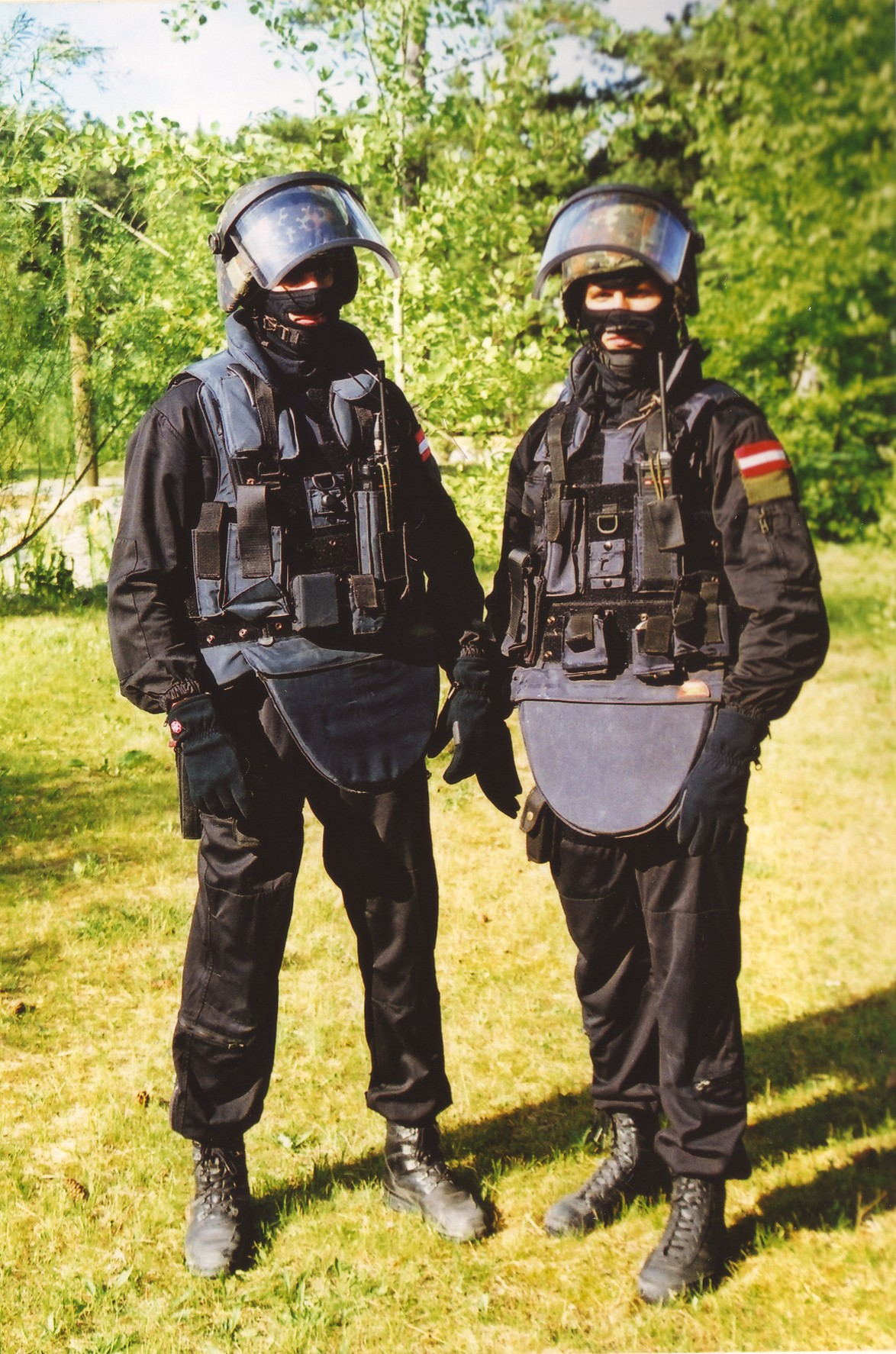
Deux membres de l'EKO Cobra en tenue opérationnelle.

- Armes longues : Uzi, Steyr AUG (version 9mm Para et .223 Rem), Steyr MP69, Steyr SSG 69, Steyr TMP, Franchi SPAS 12, HK M 512, PGM Hécate II, Steyr Elite, Remington 870, Remington 11-87 MP5,  MP7 et MZP-1.HK G36 remington msr
- Armes de poing : Browning GP puis Manurhin MR 73, Glock 17 et Glock 18.
- Armes blanches : poignard ECM Cobra Extrema Ratio